# Jon Lech Johansen
Jon Lech Johansen, noto anche col nome DVD Jon (Harstad, 18 novembre 1983), è un programmatore norvegese attivo nel reverse engineering di formati di file proprietari.
Come membro del gruppo di cracker Master of Reverse Engineering (MoRE), che nel 2002 sviluppò il software DeCSS, fu processato per aver pubblicato il codice sorgente del software sul suo sito web, venendo assolto. Un nuovo processo, nel 2003, l'ha nuovamente giudicato innocente. Johansen appare nel documentario info wars.
La sua ricerca di "vie alternative" all'uso di formati proprietari l'ha reso celebre nell'ambiente informatico; dal 2004 fa parte del team di sviluppo di VideoLAN Media Player, per cui ha scritto il supporto per FairPlay.
Nel 2005 viene assunto dalla Mp3tunes dell'imprenditore Michael Robertson, già noto per lo sviluppo di Lindows-Linspire, per un progetto di distribuzione online di musica digitale senza sistemi di protezione o di digital rights management, "Oboe".

## La causa del DeCSS
Il DeCSS è un software libero che permette di fruire del contenuto di un DVD senza utilizzare un lettore proprietario; il suo funzionamento è basato sul reverse engineering dell'algoritmo di cifratura dei DVD.
Il processo verso Johansen fu portato avanti da un'unità investigativa norvegese nota come Økokrim, dopo le lamentele delle associazioni statunitensi DVD Copy Control Association (DVD-CCA) e Motion Picture Association of America (MPAA); Johansen negò di aver scritto la porzione di software responsabile della decifrazione dei DVD, sostenendo che la paternità del codice è di un collaboratore tedesco di MoRE. La sua difesa fu curata da un avvocato della Electronic Frontier Foundation (EFF). Il processo vero e proprio iniziò il 9 dicembre 2002 ad Oslo: Johansen si dichiarò non colpevole, mentre la pena richiesta era di due anni o una grossa multa. La difesa puntualizzò che il lavoro di Johansen non aveva infranto nessuna legge: aveva utilizzato DVD regolarmente acquistati, per ottenerne una copia privata. Il verdetto di innocenza fu pronunciato il 7 gennaio 2003.
Dopo questo verdetto, a disposizione dell'accusa c'erano ancora due livelli di appello; Økokrim ricorse in appello il 20 gennaio e la causa fu riaperta il 5 marzo; il nuovo processo partì ad Oslo il 2 dicembre e Johansen fu nuovamente dichiarato innocente il 22 dicembre. Poco dopo (5 gennaio 2004) Økokrim dichiarò di non voler ricorrere nuovamente in appello.

### Microsoft NSC
Il 2 settembre 2005 The register ha dato notizia del fatto che Johansen è riuscito ad aggirare il sistema di cifratura usato per proteggere il Media Player NSC; Johansen ha distribuito un decoder.

### Google
Dopo il lancio di Google Video, il 26 giugno 2005 Johansen ha distribuito una patch che permette di usare il plugin di Google anche per visualizzare video che non si trovano sui server del motore di ricerca. Il plugin di Google è basato su VLC media player.

### JazPiper
Johansen ha usato le sue capacità di reverse engineer per permettere agli utenti di GNU/Linux e BeOS di poter usare il lettore MP3 JazPiper.

### PyMusique
Insieme a Travis Watkins e Cody Brocious, il 18 marzo 2005 Johansen ha distribuito PyMusique, un software libero scritto in Python capace di ottenere file dall'iTunes Music Store senza la cifratura del digital rights management di Apple.
Il 22 marzo Apple ha modificato iTunes Music Store per bloccare PyMusique e Johansen ha modificato PyMusique per aggirare il blocco di Apple.

### WMV9
Il 25 novembre 2004 Johansen ha distribuito una proof of concept che permette di visualizzare su GNU/Linux il formato proprietario WMV9, un codec che Microsoft ha proposto come prossimo standard DVD.

### DeDRMS
Il 25 aprile 2004 Johansen distribuì un software libero chiamato DeDRMS in grado di aggirare alcune limitazioni alla copia, mentre il 7 luglio distribuì FairKeys, un software libero in supporto a DeDRMS per aggirare le nuove protezioni di iTunes Music Store. Il 12 agosto Johansen ha dichiarato di aver aggirato anche il sistema di cifratura di AirPort Express, un software di streaming lossless.

### QTFairUse
Nel novembre 2003 Johansen distribuì un software libero chiamato QTFairUse in grado di copiare sul disco fisso il contenuto dei brani in formato QuickTime Advanced Audio Coding, aggirando le limitazioni previste dal digital rights management, usato anche nell'iTunes Music Store di Apple.

### Phone Activation Server
Il 3 luglio 2007 Johansen distribuì un software libero chiamato Phone Activation Server in grado di sbloccare l'iPhone senza il bisogno di attivarlo con AT&T per poter usare sull'iPhone solo le funzioni iPod e Wifi.

### DoubleTwist
Nell'aprile 2008 distribuisce DoubleTwist, un'applicazione open source che permette di condividere contenuti fra dispositivi e programmi protetti da Digital Rights Management.
Dopo aver collegato un dispositivo al PC, il programma rintraccia e cataloga tutti i file multimediali, ed è in questo modo in grado di leggere tutti formati relativi a foto, brani musicali e film.
Quando poi un'altra periferica viene collegata al computer che esegue la sincronizzazione dei dati, il programma trasferisce i file, convertendoli nel formato richiesto.
Quindi, sono superate le limitazioni previste da sistemi chiusi e da formati proprietari, e l'incompatibilità che bloccano il trasferimento fra lettori portatili, altre periferiche e i differenti programmi di riproduzione.
DoubleTwist è compatibile con Facebook e funziona con Mac OS X, Windows XP o Vista.